# Hvalvík
Hvalvík (duń. Kvalvig, wym. ˈkvalvʊik) – miejscowość na Wyspach Owczych, duńskim terytorium zależnym, położonym na Morzu Norweskim. Wieś leży na zachodnim wybrzeżu wyspy Streymoy, nad wodami cieśniny Sundini. Administracyjnie znajduje się w gminie Sundini. Jej nazwa w tłumaczeniu z języka farerskiego oznacza zatoka wielorybów.

## Położenie

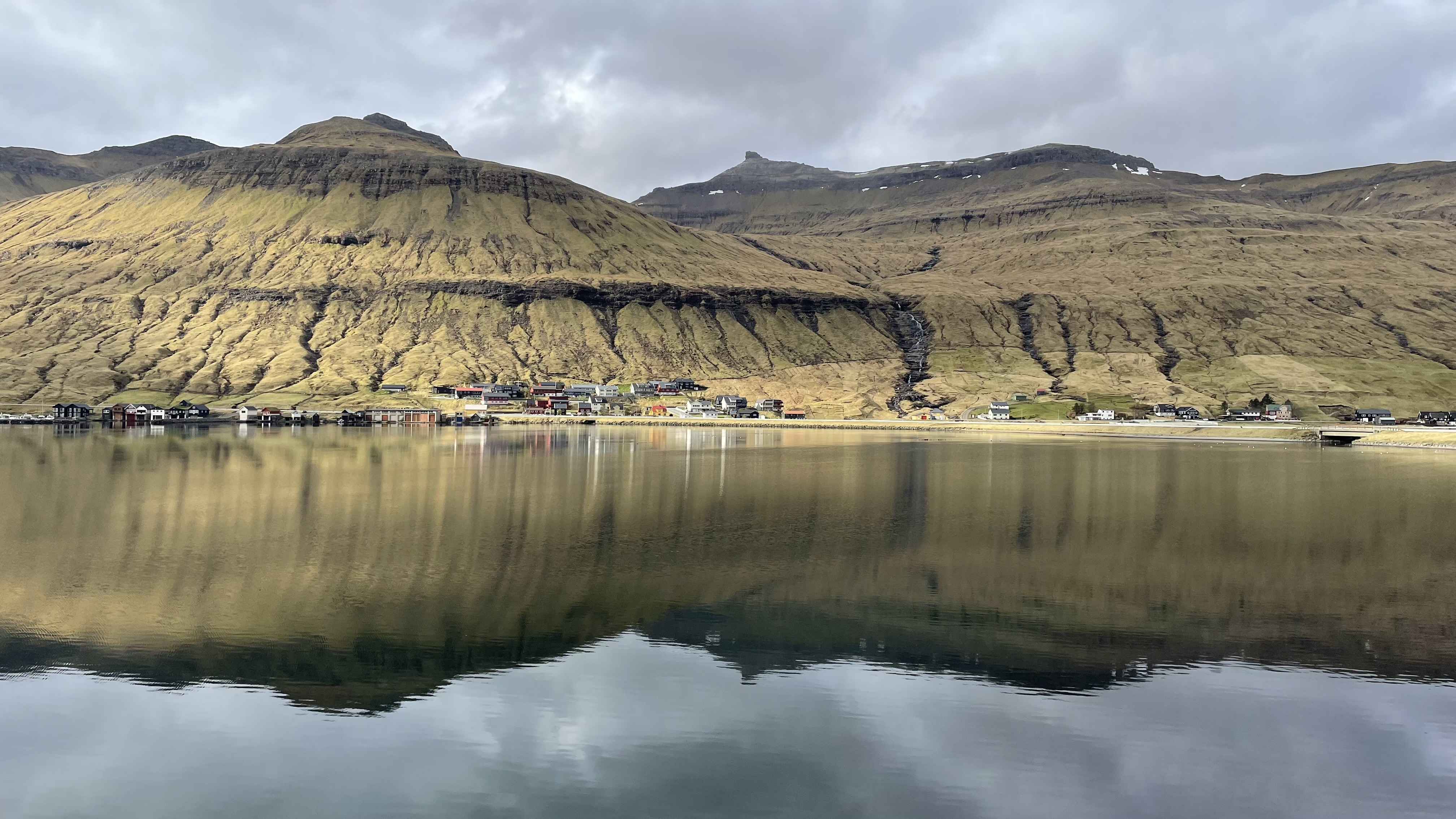
Hvalvík

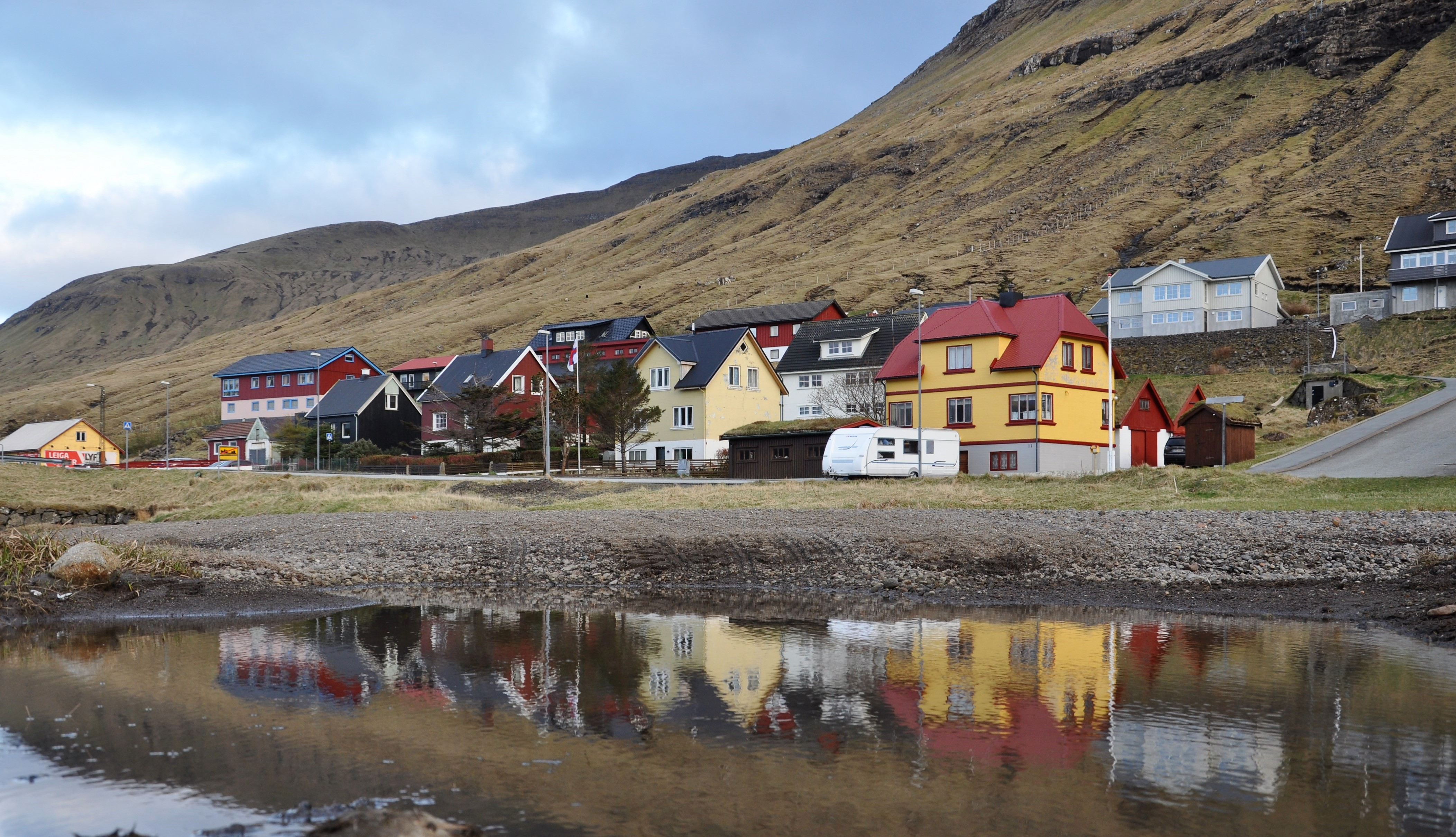

Miejscowość położona jest w centralnej części wschodniego wybrzeża wyspy Streymoy. Na północ położony jest szczyt Rossafelli (453 m n.p.m.), a na południu i południowym zachodzie: Miðalfelli (569 m n.p.m.), Sneis (747 m n.p.m.), Bollin (616 m n.p.m.) oraz Vitin (605 m n.p.m.). Na wschód od miejscowości rozciąga się dolina Saksunardalur. Część wschodnią tej doliny Hvalvík dzieli z sąsiednią miejscowością - Streymnes. W pobliżu miejscowości, około 10-20 metrów od brzegu znajduje się wrak starego statku.

## Informacje ogólne

### Populacja
W 1985 roku populacja miejscowości wynosiła 195 osób. Utrzymywała się ona na podobnym poziomie do 1992 roku, kiedy wyniosła 191. Następnie liczba mieszkańców zaczęła maleć do 186 w 1993, 169 w 1995 i 155 w 1996. Miało to związek z kryzysem gospodarczym na Wyspach Owczych i emigracją ludności do Danii. Następnie jednak liczba osób zamieszkujących Hvalvík zaczęła ponownie rosnąć - w 1997 było tam 164 ludzi, w 2000 190, w 2004 202, a w 2005 220. Następnie odnotowano ponowny spadek, do 209 osób w 2006, jednak już rok później ponownie zamieszkiwało tam 217 osób. Mimo pewnych wahań liczba ludności stale wzrasta, osiągnąwszy poziom 229 osób w 2010 roku i 232 w 2013.
Według szacunków na 1 stycznia 2016 roku w Hvalvík mieszka 250 osób. Sprawia to, że jest to obecnie 37. największa miejscowość na archipelagu, 9. na Streymoy oraz 4. w gminie Sunda kommuna. Współczynnik feminizacji wynosi tam ponad 82 kobiety na 100 mężczyzn. Społeczeństwo jest stosunkowo młode - 28,4% stanowią osoby poniżej osiemnastego roku życia, podczas gdy ludzie w wieku poprodukcyjnym 14,4%.

### Transport
Przez miejscowość przejeżdża autobus państwowego przedsiębiorstwa transportowego Strandfaraskip Landsins linii 400, jednak nie zatrzymuje się w tej miejscowości. Najbliższą miejscowością, w której znajduje się przystanek jest Oyrarbakki, z którego poza linią 400 odjeżdżają trzy inne - 200 do Eiði, 201 do Gjógv oraz 202 do Tjørnuvík. W Hvalvík łączą się dwie drogi - 53, ciągnąca się od zachodu przez Saksundalur z miejscowości Saksun oraz biegnąca wzdłuż brzegu wyspy trasa nr 10, która rozpoczyna się w okolicy Tórshavn i prowadzi do mostu łączącego Streymoy i Eysturoy.

## Historia

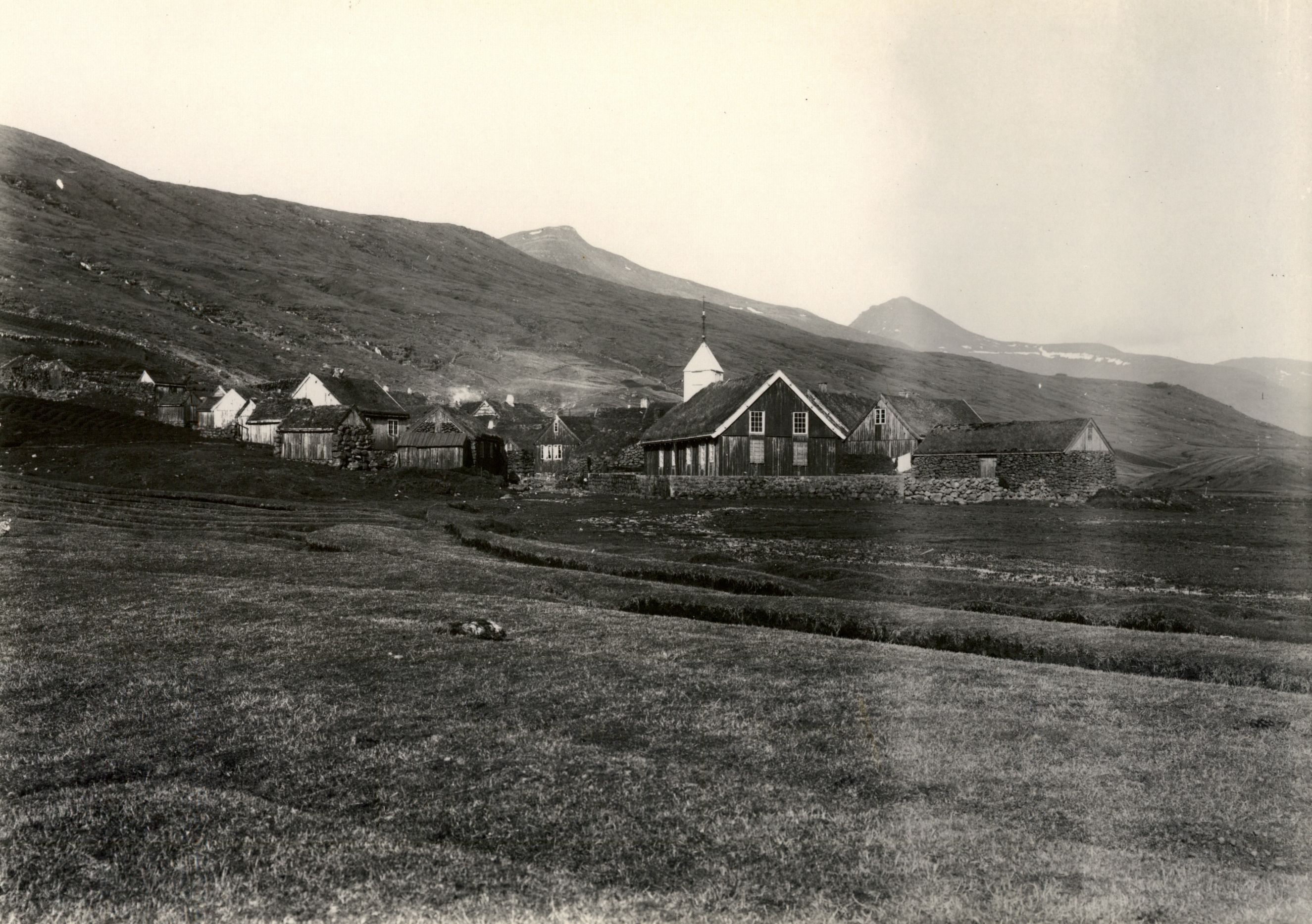
Hvalvík w roku 1898 lub 1899.

Miejscowość po raz pierwszy w źródłach wspomniano w 1584 roku.
W Hvalvík znajduje się stary drewniany kościół, zbudowany w 1829 roku w miejscu zniszczonej świątyni. Poprzednik zburzony został podczas burzy w nocy z 21 na 22 stycznia 1829. Kościoły w tym miejscu powstawały przynajmniej od XVIII wieku, a obecny jest którymś z kolei. Nowa świątynia powstała po 3-4 miesiącach, a architektem był Joen Michelsen z Velbastaður. Zbudowano go z sosny pochodzącej ze statku Boon z Glasgow, który w 1828 osiadł na mieliźnie w okolicach Saksun. Ma on typowo farerską konstrukcję - budynek nie posiada fundamentu, ściany zbudowano z drewnianych, smołowanych desek, dach pokryto trawą. Wewnątrz znajduje się ambona z 1609 roku, która pierwotnie znajdowała się w poprzedniku Dómkirkjan w Tórshavn. Stale widoczne są na niej ślady cięć szabel francuskich piratów, którzy przybyli złupić świątynię w stolicy Wysp Owczych w 1677 roku. Do kościoła w Hvalvík sprowadzono ją w 1790 roku. Obraz za ołtarzem jest autorstwa Carla Blocha. Dzwon wykonano w kopenhaskiej odlewni B. S. Løw w 1869 roku.
Za kościołem znajduje się założony w latach 50. park leśny Viðarlundin í Hvalvík. Ma on powierzchnię 6 600 m², co czyni go jednym z mniejszych na Wyspach Owczych. Parki na Wyspach Owczych często niszczone są przez siły natury, a szczególnie narażone są na bardzo silne wiatry, co przy cienkiej warstwie gleby, a przez to mało rozbudowanym systemie korzeniowym, powoduje częste wyrywanie drzew z podłoża.